# Casa Comelles (Gelida)
La Casa Comelles és una obra eclèctica de Gelida (Alt Penedès) protegida com a Bé Cultural d'Interès Local.

## Descripció
Edifici entre mitgeres, amb jardí i galeries posteriors. Consta de planta soterrani, baixa i un pis, amb terrat i torratxa. La façana presenta una composició simètrica, amb balconada correguda i un coronament amb molta ornamentació, al centre del qual hi ha la inscripció de l'any 1892. L'obra respon a les característiques formals de l'eclecticisme.

## Història
La Casa Comelles va ser construïda el 1892, d'acord amb la inscripció de la façana. Inicialment era un habitatge unifamiliar. Reformes posteriors van convertir un dels finestrals en porta d'accés al pis superior.